# Île de Charentonneau
L'Île de Charentonneau est une île fluviale française de la Marne située sur le territoire communal de Maisons-Alfort (Val-de-Marne).

## Historique

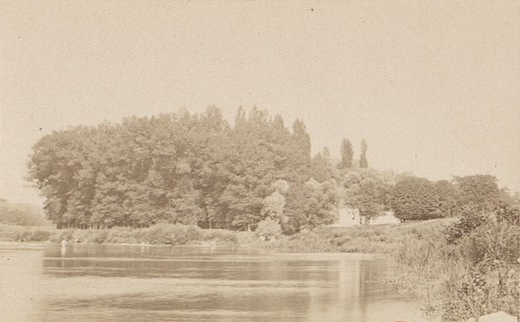
Panorama de l'île, dans les années 1860.

Le hameau de Charentonneau est mentionné en 1170 par un cartulaire des archives de Saint Maur.